# Rhynchospora tenerrima
Rhynchospora tenerrima är en halvgräsart som beskrevs av Christian Gottfried Daniel Nees von Esenbeck och Spreng.. Rhynchospora tenerrima ingår i släktet småag, och familjen halvgräs.

## Underarter
Arten delas in i följande underarter:
- R. t. microcarpa
- R. t. tenerrima